# Hypocrita toulgoetae
Hypocrita toulgoetae là một loài bướm đêm thuộc phân họ Arctiinae, họ Erebidae.